# Sheep (videogioco)
Sheep è un videogioco rompicapo sviluppato da Mind's Eye Productions e pubblicato nel 2000 da Empire Interactive per Windows, PlayStation e Game Boy Advance. La versione per Mac OS è stata distribuita da Feral Interactive. Il gioco è stato successivamente distribuito attraverso download digitale da PlayStation Store per PlayStation 3 e PSP.

## Modalità di gioco
Sheep presenta qualche somiglianza con la celebre serie di videogiochi rompicapo Lemmings. Il giocatore può scegliere tra quattro pastori, gli umani Bo Peep e Adam Halfpint e i canini Motley e Shep. Il giocatore dovrà guidare greggi di pecore di quattro tipi (Factorial, Longwool, NeoGenetic e Pastoral) attraverso una serie di ostacoli per raggiungere la fine del livello. In realtà le pecore sono degli alieni, provenienti dal pianeta Ovis Aries, venuti in incognito per studiare il pianeta Terra. Purtroppo, col tempo si sono dimenticate la loro missione e sono diventate stupide, e lo scopo del gioco è farle tornare a casa sane e salve.
I livelli si suddividono in mondi diversi, dalla fattoria fino allo spazio per poi finire su un'isola, e ognuno di essi ha una propria serie di ostacoli con lo scopo di dimezzare il gregge. Il livello si conclude quando il giocatore porta in salvo il numero stabilito di pecore. Se si raccolgono tutti i trofei dorati a forma di pecora in un mondo, il giocatore attiva un gioco bonus.

## Accoglienza
| Testata                 | Versione | Giudizio |
| ----------------------- | -------- | -------- |
| PC Gamer                | PC       | 79%      |
| Computer Games Magazine | PC       | 4/5      |
| Macworld                | macOS    | 3.5/5    |

Sheep ha ricevuto giudizi misti. I siti GameRankings e Metacritic hanno assegnato alla versione per PlayStation un punteggio di 74,14% e 71/100 rispettivamente, alla versione PC 74,08% e 73/100 e alla versione Game Boy Advance 69,67% e 67/100.
Gli editori della rivista statunitense Computer Games Magazine nominano Sheep per il loro premio "Classic Game of the Year" del 2000.